# Lacapelle-Viescamp
 Lacapelle-Viescamp  es una población y comuna francesa, situada en la región de Auvernia-Ródano-Alpes, departamento de Cantal, en el distrito de Aurillac y cantón de Laroquebrou.

## Demografía
| 427 | 351 | 334 | 388 | 438 | 434 |
| Para los censos de 1962 a 1999 la población legal corresponde a la población sin duplicidades (Fuente: INSEE [Consultar]) |     |     |     |     |     |